# Megyeri híd

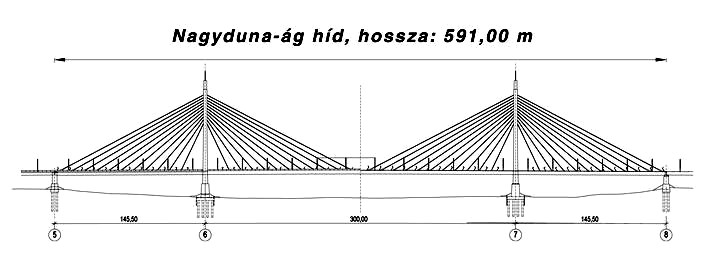
A híd tervrajza

A Megyeri híd (nem hivatalosan az M0-s északi Duna-hídja) közúti híd a Duna felett, mely Újpestet köti össze Budakalásszal a Szentendrei-szigeten keresztül. A híd a magyar fővárost elkerülő M0-s autóút 2. számú főút és 11. számú főút közti szakaszának része, mely áthalad a Szentendrei-sziget és a Szentendrei-Duna felett is. A híd valójában 5 híd (9 hídszerkezet) együttese, melyek közül a legnevezetesebb a Nagy-Duna-ág felett átívelő 591 m hosszú hídszerkezet, amely az ország első igazi ferdekábeles hídja.

## Fekvése
A híd összesen 1861 méter hosszú, Budakalász és Újpest között húzódik, és áthalad Szigetmonostor közigazgatási területén is. A Szentendrei-Duna felett acél gerendahíd, a Duna főága felett ferdekábeles acélhíd épült, az árterek és a sziget felett feszített vasbeton szerkezete van. A hídon irányonként két forgalmi sáv került kijelölésre a szokásosnál szélesebb leállósávokkal, amelyek később könnyen önálló forgalmi sávvá alakíthatók. Déli oldalára gyalogutat, északi oldalára kerékpárutat építettek, ami közvetlenül kapcsolódik a nemzetközi EuroVelo 6: Atlantic – Black Sea kerékpárútvonalhoz.
A hídnak környezetvédelmi okokból nincs lejárója a Szentendrei-szigetre: a környező terület Budapest fő ivóvíztermelő bázisa, és az esetleges szigeti forgalom súlyosan veszélyeztetné az egészséges víz termelését, valamint a szigeten élő különleges növényfajokat. Ugyanezen okból a tervezéskor különös figyelmet fordítottak a csapadékvíz elvezetésére. A Lupa-sziget és Békásmegyer védelme érdekében zajvédő fallal látták el a budakalászi lehajtó mellett a híd Szentendrei Duna ág és a Szentendrei-sziget fölötti szakaszát, a forgalmi irányok közt az autópályákon szokásos hálót helyeztek el, hogy éjszaka a szembejövő forgalom fényszórói ne zavarják a közlekedésben résztvevőket.

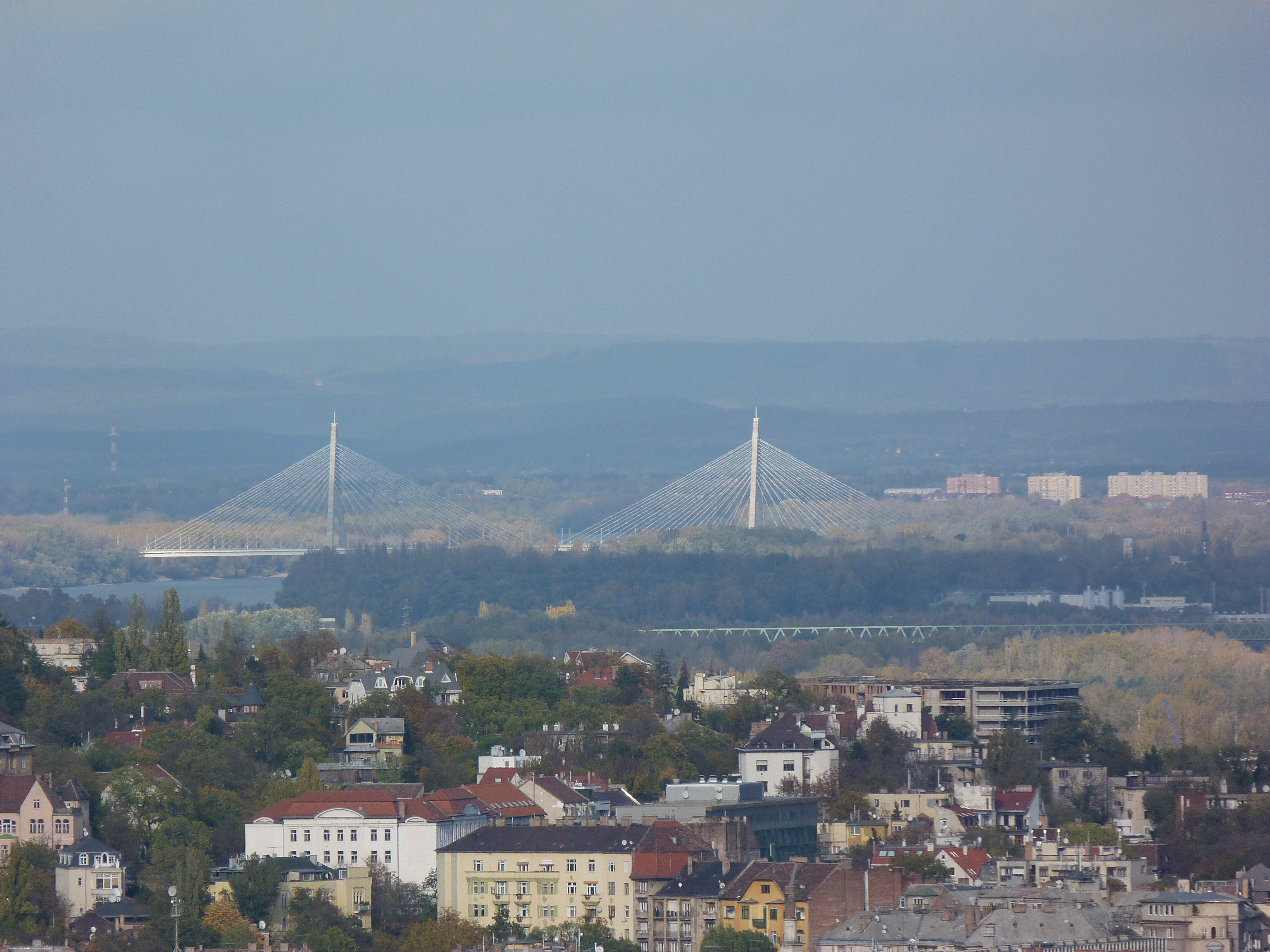
A Megyeri híd a Sas-hegyről

A híd az 1659,8 fkm-nél található.

## Története
A híd tervezése 1993-ban kezdődött, a terveket a Unitef-Céh Kkt. dolgozta ki. A statikai terveket Hunyadi Mátyás, míg a részletterveket Kisbán Sándor készítette. Benczur László és Wéber József állította össze a híd építész terveit. Az építés 2006-ban kezdődött az előkészítő munkálatokkal, azonban egy árvízhullám miatt e munkák jelentős része kárba veszett. A kivitelezést az M0 Északi Duna-híd konzorcium végezte, amelyben a Hídépítő Zrt.-nek 60%-os, a Strabag Építő Zrt.-nek 40%-os részesedése volt. A konzorcium létesítményvezetője Windisch László volt. Az építési forgalmat a szigetre ideiglenesen egy bárkahíd biztosította, amely a Szentendrei-Duna-ágat keresztezte; a Nagy-Duna-ágon való közlekedést motorcsónakokkal oldották meg.
A Nagy-Duna-híd próbaterhelése 2008. augusztus 22–24. éjjelein történt, ekkor összesen 42, egyenként kb. 43 tonna össztömegű, homokkal megrakott teherautót engedtek a hídra. A híd próbaterhelése a bal parti (pesti) ártéri hidakkal augusztus 28-án fejeződött be, a műszaki átadás pedig augusztus 27-én kezdődött.
2008. szeptember 13-án nyílt napot tartottak a hídon, mely a híd elkészültét jelezte, egyben az avatóünnepségnek tekinthető. A nyílt napot kerékpáros felvonulással és futóversennyel tették emlékezetessé, ekkor kelhetett át rajta először az érdeklődő közönség.
Az új hidat 2008. szeptember 30-án adták át, a forgalomba helyezés azonban csak ideiglenes engedélyek alapján történhetett meg. A végleges engedély kiadásához Szigetmonostor önkormányzata nem járult hozzá, mivel egy kis autós híd megépítését ígérte nekik a kormány cserébe a törvény szerint őket megillető lehajtóért a hídról. A kis híd megépítése azonban elmaradt, és helyette csak egy olcsóbb gyalogos hidat ígértek az illetékesek. 2009 márciusában Szigetmonostor lakossága helyi népszavazáson erősítette meg, hogy nem mond le eredeti igényéről.
A híd az átadást követő években is sokat szerepelt a hírekben, mert az egyik alvállalkozó, a Ganz Híd-, Daru-, Acélszerkezetgyártó Zrt. nem fizette ki saját alvállalkozóit, és milliárdos adósságot felhalmozva ment tönkre. Volt olyan alvállalkozó is, ki a magánvagyonával fizetett a behajthatatlan kintlévőségért. Az ügyben csődbűntett gyanújával indult nyomozás. A megkárosított alvállalkozók a felszámolás során csak a pénzük csekély töredékéhez juthatnak hozzá.
A híd teljes építési költsége 63 milliárd forint volt.

## Elnevezése
A híd nevéről a Gazdasági és Közlekedési Minisztérium kétfordulós internetes szavazást rendezett. Ennek nyomán jelent meg egyes hírportálokon a Chuck Norris híd elnevezés, mint a szavazás egyik esélyese. Az internetes demokrácia árnyoldalait bemutató helyzetről hírt kapott Stephen Colbert amerikai komikus is, aki ezután műsorában propagálta az építkezést; az országimázs terén tett érdemeinek elismerése mellett az állam képviselői siettek megjegyezni, hogy a törvény értelmében hidat csak magyar állampolgárságú és halott személyről lehet elnevezni. A szavazás első három helyezettje Stephen Colbert, Jon Stewart és Zrínyi Miklós lett, az eredményt azonban végül nem vették figyelembe. A „Megyeri híd” elnevezést egy internetes szavazó javaslata alapján a Földrajzinév-bizottság adta arra hivatkozva, hogy a híd Káposztásmegyert és Békásmegyert köti össze egymással.

## A híd szakaszai
A híd az M0-s gyorsforgalmi út 74+525,94 és 76+387,29 km-szelvényei között épült, összesen 1861,35 méteres hosszban. Ezzel a Kőröshegyi völgyhíd után Magyarország második leghosszabb hídja. A híd 5 híd együttese. Ezek közül a ferdekábeles Nagy-Duna-ág-híd esetében a két forgalmi irányt közös hídszerkezet, a többi esetben pedig irányonként külön szerkezet viszi át, így a teljes híd összesen 9 hídszerkezetből áll. A Nagy-Duna-ág-híd teljes szélessége 36,16 m, míg a többi hídé 34,37 m.
| híd                            | anyaga   | típusa           | támaszközei [m]                                                             | hossza [m] | vízszintes vonalvezetés                                | magassági vonalvezetés          |
| ------------------------------ | -------- | ---------------- | --------------------------------------------------------------------------- | ---------- | ------------------------------------------------------ | ------------------------------- |
| Bal parti (pesti) ártéri híd   | vasbeton | gerendahíd       | 37,15 + 2×33,00 + 44,00                                                     | 149,55     | egyenes                                                | 8500 m-es domború lekerekítés   |
| Nagy-Duna-ág-híd               | acél     | ferdekábeles híd | 144,00 + 300,00 + 144,00                                                    | 591,00     | egyenes                                                | 0,50%-ot emelkedik              |
| Szentendrei-szigeti ártéri híd | vasbeton | gerendahíd       | 41,00 + 10×47,00 + 46,50 (bal pálya: 47,87; jobb pálya: 45,14)              | 560,25     | 2000 m sugarú bal ív                                   | 10 000 m-es domború lekerekítés |
| Szentendrei-Duna-ág-híd        | acél     | gerendahíd       | 93,00 + 144,00 + 93,00                                                      | 332,55     | egyenes                                                | 0,50%-ot esik                   |
| Jobb parti (budai) ártéri híd  | vasbeton | gerendahíd       | 41,43 (bal pálya: 39,86; jobb pálya: 42,57) + 43,99 + 44,01 + 44,02 + 43,50 | 219,10     | 250 m-es paraméterű átmeneti ív és 650 m sugarú bal ív | 0,50%-ot esik                   |

1. ↑  Sarutengelytől sarutengelyig
2. ↑  Dilatáció közepétől dilatáció közepéig

## Szerkezete

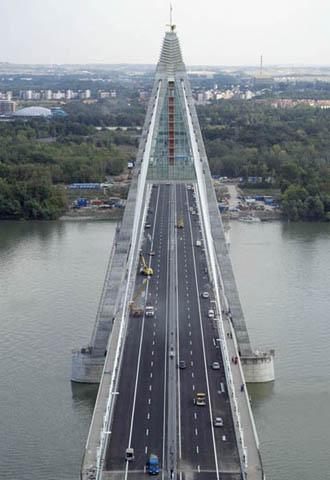
A híd légifotója

A Nagy-Duna-ág felett húzódó hídszakasz hossza 591 méter, melynek pályája 12 méter hosszú, előre gyártott acél hídelemek fokozatos beemelésével készült.
Az úgynevezett ferdekábeles szerkezetben a 100 méter magasságú pilonokból induló kábelek 50 hídelemet tartanak, az 51. elemet már csak hegesztették a két utolsóhoz. Az acélszerkezetet a 100 méter magas, feszített vasbeton felszerkezet (pilon) tartja. A pilonok „A” betűt formálnak, száruk üreges, falvastagságuk a pilon alján 1 m, mely folyamatosan csökken 0,4 m vastagságig. A pilonokat és a pályát összesen 88 ferde kábel tartja, melyeket egyenként több (31, 37, 55 és 61) darab feszítőpászma (acélsodrony) alkot, ezt egy műanyag védőburkolat veszi körül. A kábelek legyezőszerűen, két síkban függesztik fel 12 méterenként az acélszerkezetű merevítőtartót. Ez a szerkezeti felépítés tette lehetővé a 300 méteres támaszköz kialakítását.
A Nagy-Duna feletti szakaszon különös figyelmet fordított a tervező a díszvilágításra. A híd összesen 28 pilléren támaszkodik. A Nagy-Duna-ág-híd egy hídszerkezetként épült meg, 36,16 m szélességgel, a többi hídon két párhuzamos szekrénytartós szerkezet vezeti át az autóút ellentétes irányú pályáit, ezeket egymástól légrés választja el.
A pilonok tetejéről remek kilátás nyílik, a tervezési szakaszban épp ezért felmerült, hogy a nagyközönség is részesülhessen a gyönyörű látványban. A végleges kialakítás azonban ezt nem teszi lehetővé, a karbantartáshoz használt személylift csak 2 fő szállítására alkalmas, illetve az üvegburkolat mögötti rész csak 2 m széles. Ezek bővítése mind pénzügyileg, mind a híd statikája szempontjából aggályos lett volna.
A Szentendrei-Duna-ág hídja háromnyílású, folytatólagos, párhuzamos övű acélszerkezet, ortotróp pályalemezes, egycellás szekrénytartó, kétoldali konzolokkal.

## Az építkezés folyamata

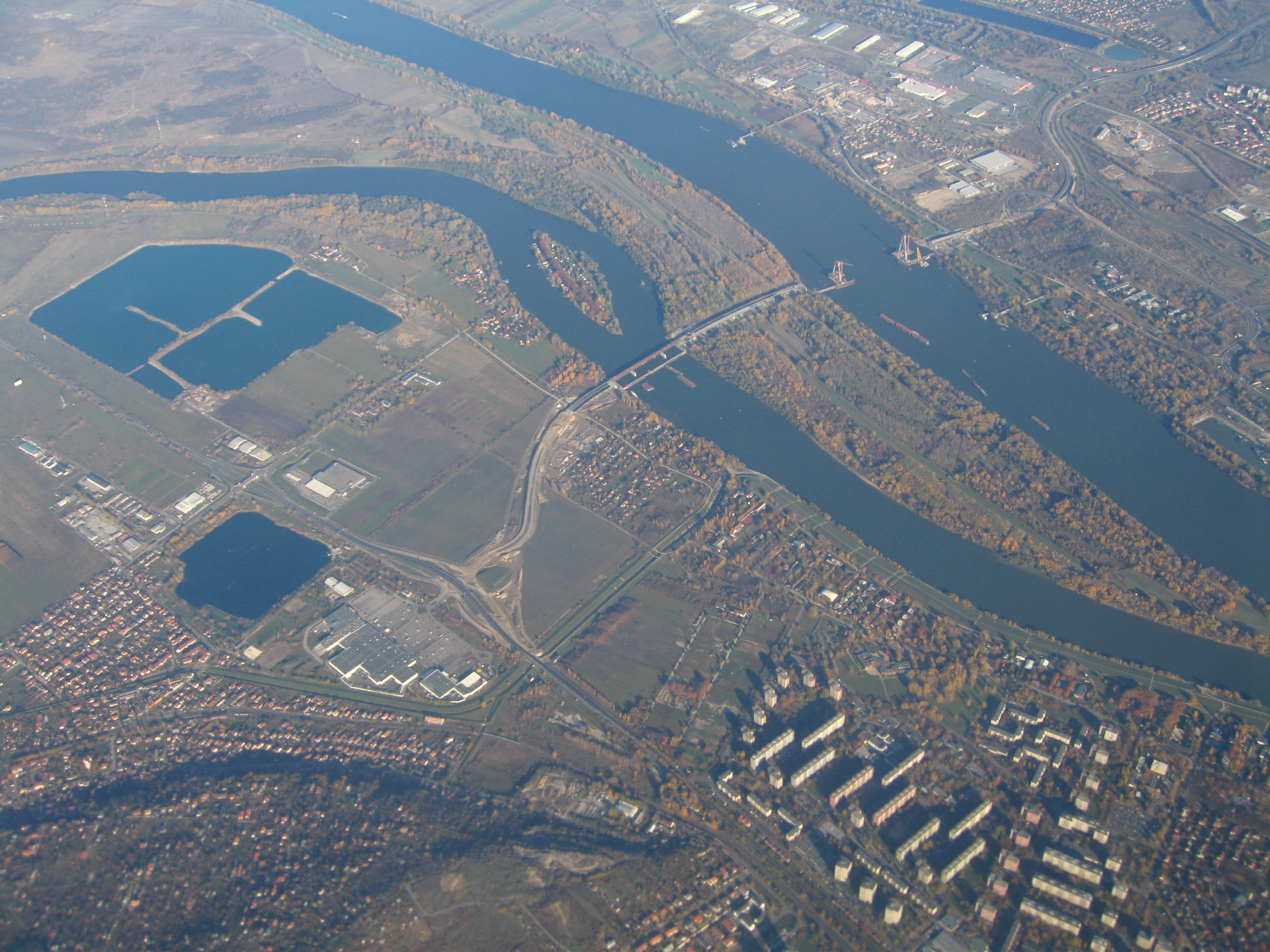
Építés közben a levegőből (2007 november)

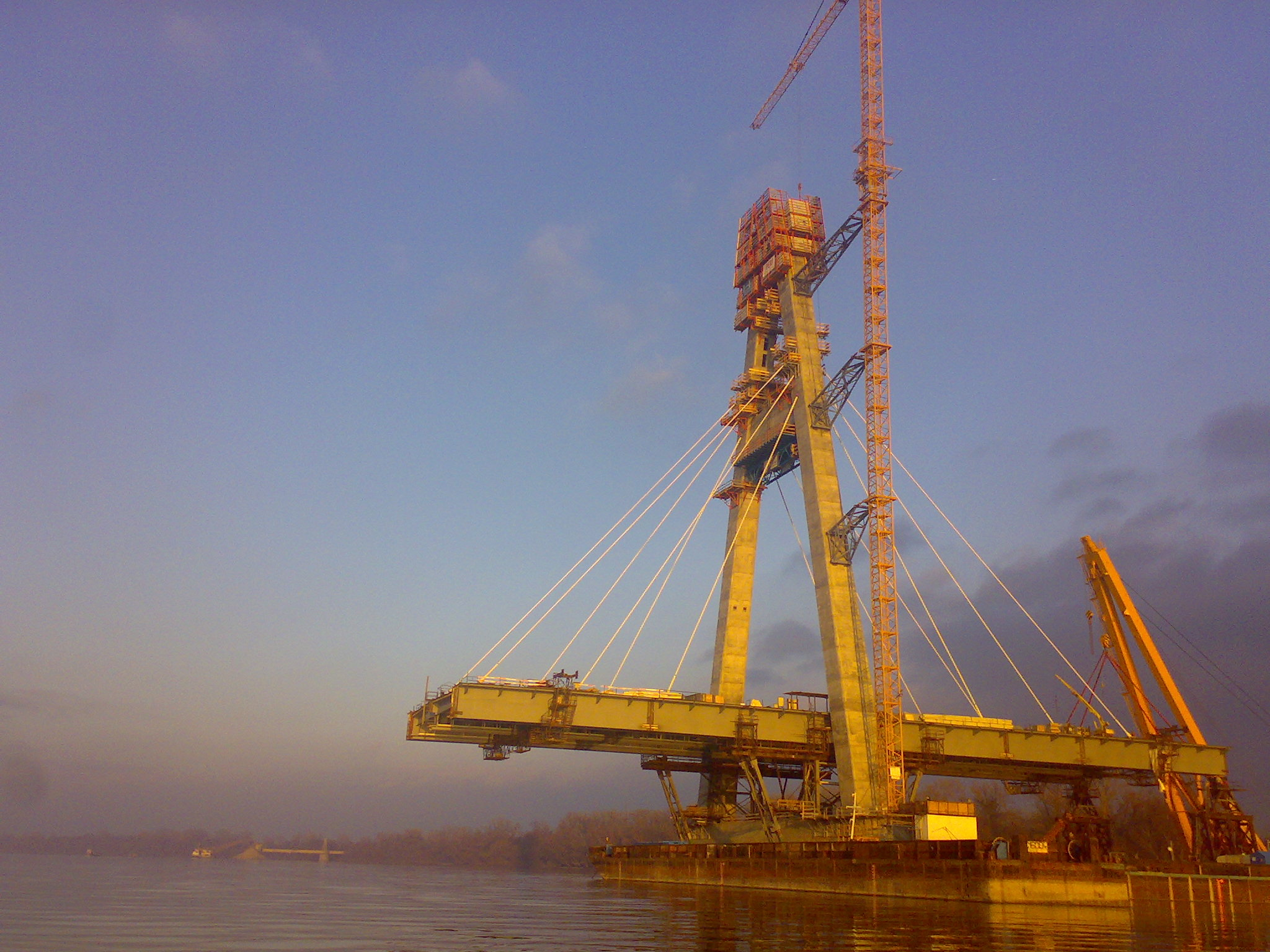
Építés közben a vízről (2007 november)

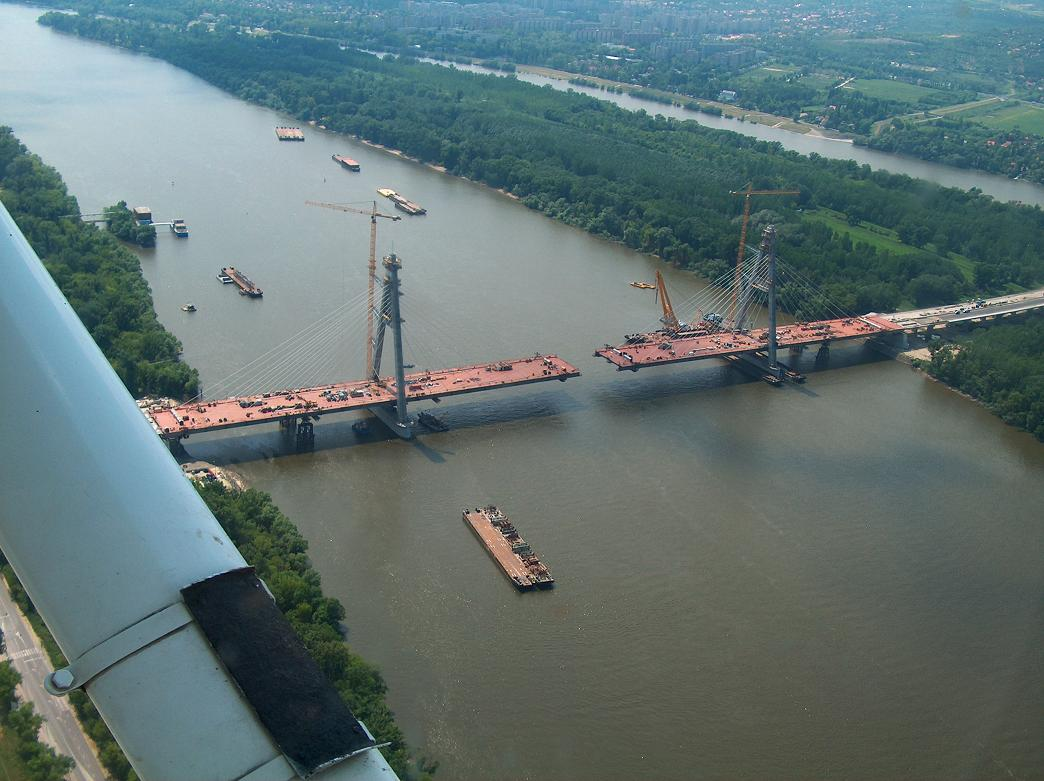
Építés (2008 tavasza)

Az építkezés megkezdése egy jelentős tereprendezéssel kezdődött, hisz az építkezés területének egy része katonai terület volt. Az aknamentesítés és a bombák hatástalanítása után a geodéziai alaphálózat kialakítása következett. A tereprendezés során külön figyelmet kellett szentelni a csáposkutak, illetve azok vezetékeinek védelmére. A kezdeti munkálatok egy részét egy jelentős árhullám megsemmisítette.
A tereprendezést követően a mederpillérek elkészítése következett. Ehhez a vasbeton kéregelemes technológiát használták. Az építési technológia maximum 10 méteres vízmélység mellett biztosítja a száraz munkaterületet. Az eljárás lényege, hogy az építendő pillérnél nagyobb méretű őrfalat juttattak a meder mélyére. Az őrfalakat egy alsó acél rácsszerkezet fogta össze, ami a lejuttatáskor nem gátolta meg, hogy az őrfalon belülre is víz kerülhessen. Ezt követően elvégezték a rácsszerkezet cölöpözését, majd a rácsszerkezetet víz alatti betonozással kiöntötték, így elkészült a kéregelem, mely egyben biztosítékot jelentett a felúszás ellen. A kéregelem elkészültével lehetségessé vált az őrfalon belüli víz szivattyúzása, s a munka folytatódhatott a természetes talajon történő munkálatokhoz hasonlóan. A pillérek elkészítése után az őrfalakat eltávolították.
A pilonok építése kúszózsalus technológiával készült, amely azt jelenti, hogy egy 4 méter magas zöm (építési szakasz) elkészülte után a szerkezet hidraulikával önmagát a következő ütem magasságába kúsztatja – így elkerülhették egy 100 méter magas állványzat megépítését. Az építési ütemek 6-7 naponta ismétlődtek a két pilonszáron. 
Egy ütem munkálatai a pilon belső üregét határoló belső zsalutáblák szerelésével és geodéziai beállításával kezdődött, majd a körülbelül 10×10×10 centiméteres rácshálóban készült vasszerelés következett. A vasszerelés felgyorsítása érdekében a földön előszerelt hálókat daruval emelték be. A vasszerelésben kellett elhelyezni a beton feszítésére szolgáló feszítőrudakat, valamint a különleges szerelvényeket: ideiglenes kitámasztó gerendák nyírófogai, darukikötés befogási helyei, kábelfogadó fej. Ezt követően a külső zsalutáblák beszerelése és geodéziai beállítása következett 3 milliméteres pontossággal. A beállítást a betonozás követte, melynél a sűrű vasszerelés miatt különleges figyelmet fordítottak a bedolgozásra. A pilonszárak különleges adalékanyagokkal kevert C30-as betonból készültek, amely másfél nap után vált kizsaluzhatóvá. A kizsaluzást követően végezték el a feszítőrudak feszítését és az injektálást. Végül az ütem lezárásaként következett a külső zsaluk felkúsztatása.
A pályaszerkezetet tartó kábelek fogadó szerelvényei a 15. szinttől kezdődnek. Az acél pályaelemek beemelése és a ferdekábelek feszítése a 15. szint elkészülte és az állványoktól való felszabadulása után kezdődhetett. A pályaszerkezet is ismétlődő ütemek után alakult ki. Az építés a két pilonon szimmetrikusan, kis időeltolással történt. A pilon konzoljaira helyezett pályaelemekhez illesztettek a jobb és bal oldalra egy-egy 12 méter hosszú pályaelemet. A daruhajókkal végzett beemelést ötnapi hegesztőmunka követte. Ennek elkészülte után a part oldali feszítőkábelek befűzése és első ütemű feszítése következett. Minden első ütemű feszítést következő napfelkeltekor geodéziai mérésekkel határozták meg a pályaalakot, s ennek a tervezettel való összevetése után végezték el a második ütemű feszítést, melyet természetesen újabb hajnali mérés követett. Ezt követte a meder oldali kábelek két feszítési üteme. Így helyezték el a pilononként 25 pályaelemet, tehát a középre kerülő zárótaggal együtt összesen 51 pályaelem kapott helyet. Az elembehelyezések során aszimmetrikus terhelés hatott a pilonokra, ami akár 10 centiméteres elmozdulást is okozott a pilon tetején, mely a túloldali elem behelyezése után visszaállt a kezdeti helyzet környékére. Az acél pályaelemek a csepeli Ganz előszerelő üzemben készültek, majd bárkák (uszályok) segítségével vízi úton szállították az építkezés helyszínére.
Az ártéri vasbeton hidak szakaszos előretolásos technológiával készültek. Ez azt jelenti, hogy a zömöket mindig a híd egyik végén, azonos helyen, az úgynevezett gyártópadon építik, majd a zöm elkészülte után az addig elkészült elemekkel együtt eltolják a híd másik vége felé. A szigeti szakaszon mindezt 2000 m sugarú íves vonalvezetés mellett készítették. A zömök elkészülte után végezték el a beton feszítését, hogy a húzott oldalon jobb teherbírást biztosítsanak. Az előretolás folyamán a pálya teflon borítású lapokon csúszott tovább. Az előretolás ~15 cm-es fogásonként történt, emelő-toló sajtó segítségével. Az előretolás során keletkező erők (~3000 kN) felvételére egyes pilléreket oldalról megtámasztottak. Ezen erők az üzemszerű terhelés alatt nem jelentkeznek, így a megtámasztásokat elbontották. A teljes pálya elkészülte után elhelyezték a végleges alátámasztásokat.
A szakaszos előretolás nagy előnye az időtakarékosság. A gyártópad egy körülbelül 22 méter hosszúságú acél zsaluszerkezet, amelyben a 3,0 méter magasságú és 17,0 méter széles, szekrény keresztmetszetű zömök készülnek. Elsőként a vasszerelés, ebben elhelyezik gégecsőben a feszítőkábel pászmákat, amelyet ez első, úgynevezett indítózöm esetében egy segédszerkezethez, a „csőrhöz” feszítenek az elem betonozását követően. A „csőr” nevet viselő segédszerkezet egy konzolként működő rácsos acéltartó, melynek jelentős stabilizáló, teherviselő és irányítást segítő funkciója van a tolási folyamat során.
A Szentendrei-Duna-ágon a két pályarészt 3-3, egyenként ~100 méteres (120, 126, 86) darabban „úsztatták” be, és helyezték a pillérekre. Az első hídelem beúsztatása után tapasztalt lehajlások alapján tervezték és gyártották le az újabb elemeket, hogy a kívánt pályaalakot elérjék. A beúsztatott pályaelemek tömege 700, 750 illetve 450 tonna. A hídelemeket a tökéletes beállítás érdekében hidraulikus állványszerkezetre helyezték a Ganz csepeli előszerelő üzemében. Az elemek helyszínre szállítása a nagy tömeg és méret miatt igen különleges feladat volt, tekintettel kellett lenni a vízmélységre, valamint arra, hogy a hidak alatt elférjen, ezért néhol mederkotrást is végeztek. A beúsztatás a hőtágulás káros hatásainak minimalizálása érdekében éjjel történt, s fontos volt a megfelelő vízállás is. A beúsztatás a már többször alkalmazott eljárás ellenére igen nehéz művelet, egyrészt a nagy méret, illetve tömeg miatt, másrészt a víz áramlatainak ingadozása és a hullámzás miatt. Jelentősen nehezítette a munkát a már elkészült hídrészekhez, illetve a mederpillérekhez való pontos illeszkedési követelmény, melynek tűrése 1 centiméter volt. Az előre elkészített távtartók behelyezése után az állványzatot eltávolították, majd megkezdődhetett a hegesztési munka. A beúsztatott elemekre a gyalogos és kerékpáros forgalomnak helyet adó konzolos részt és a szegélyeket utólag, darabonként hegesztették fel. A Szentendrei-Duna-ág-híd is vasbeton kéregelemes technológiával készült mederpillérekre támaszkodik.

## A híd közlekedése

### Közösségi közlekedés
A Dunakanyar és a Pilis térségébe tartó Volánbusz-járatok új végállomása Újpest-Városkapuhoz került, ezzel megszűnt a helyközi buszok lassú, a Szentendrei út és az Árpád híd hétköznapokon gyakran torlódó forgalma miatt kiszámíthatatlan közlekedése.
A Budapesti Közlekedési Központ a 204-es és a 296-os buszokat közlekedteti a hídon. A 204-es 2008. október 1-jétől, míg a 296-os 2014 szeptemberétől teremt kapcsolatot Békásmegyer és Rákospalota, illetve Újpalota között. (A két buszjárat a Megyer és Pünkösdfürdő között a Dunán 2010-ig ingázott komphajó forgalmát is átvette.)
A híd gyalogosan megközelíthető a 104-es busz Ezred utcai megállójától, illetve a 30-as busz Óceánárok utcai megállójától. (Utóbbi a hídtól távolabb helyezkedik el.)

### Autós forgalom
Az új hídnak köszönhetően a Váci és a Szentendrei utak forgalma kiegyenlítődött, és lehetővé vált a kamionforgalom, továbbá a nehéz súlyú tehergépjárművek fokozatos kiszorítása Budapest belvárosából az M0 körgyűrűre. Ennek következményeként főleg a Hungária körgyűrű mentesülhet az átmenő közúti teherforgalomtól. A híd hatására az addig legforgalmasabb Árpád híd terhelése enyhén csökkent.

## Beépített jellemző anyagmennyiségek
- Beépített vasbeton szerkezet: 120 000 m3
- Acélszerkezet: 12 000 tonna
- Nagy átmérőjű fúrt vasbeton cölöp: 452 db
- Aszfaltburkolat: 46 250 m2
- Sóvédő bevonatok (például festékek): 25 000 m2

## Kapcsolódó cikk
- Budapest Duna-hídjai

## Képgaléria

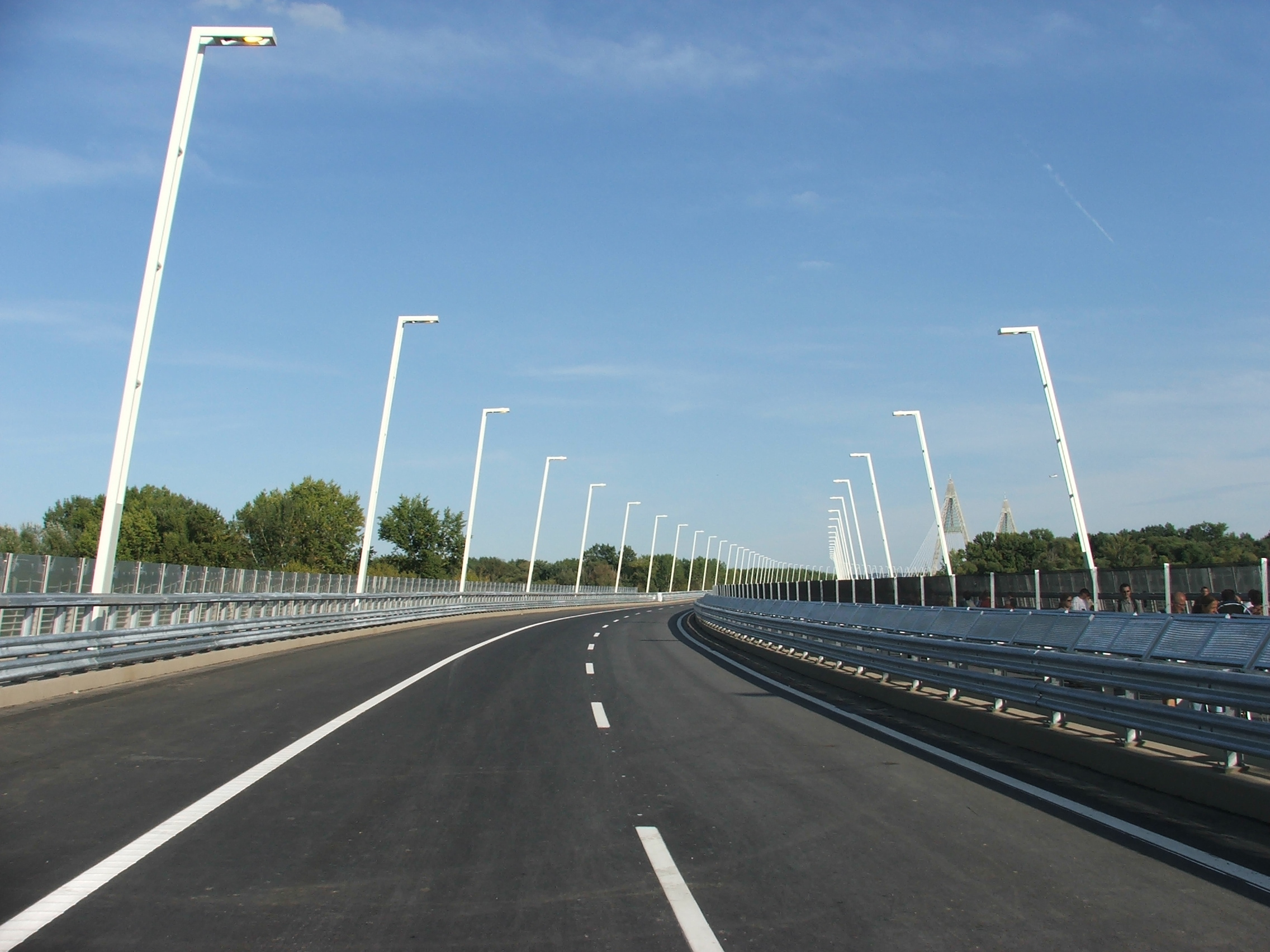
A híd Szentendrei-Duna-ág feletti szakasza
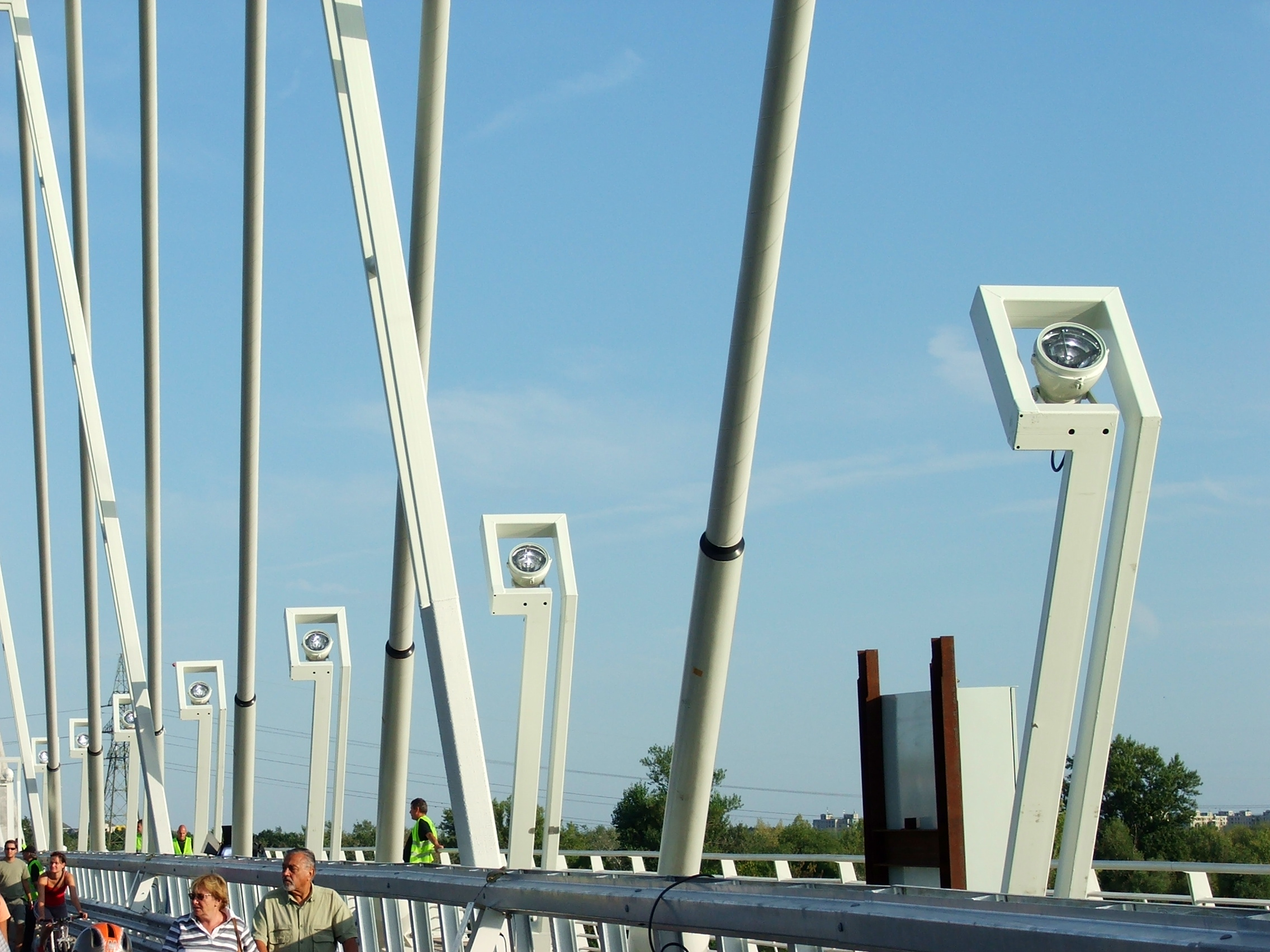
A díszkivilágítás reflektorai
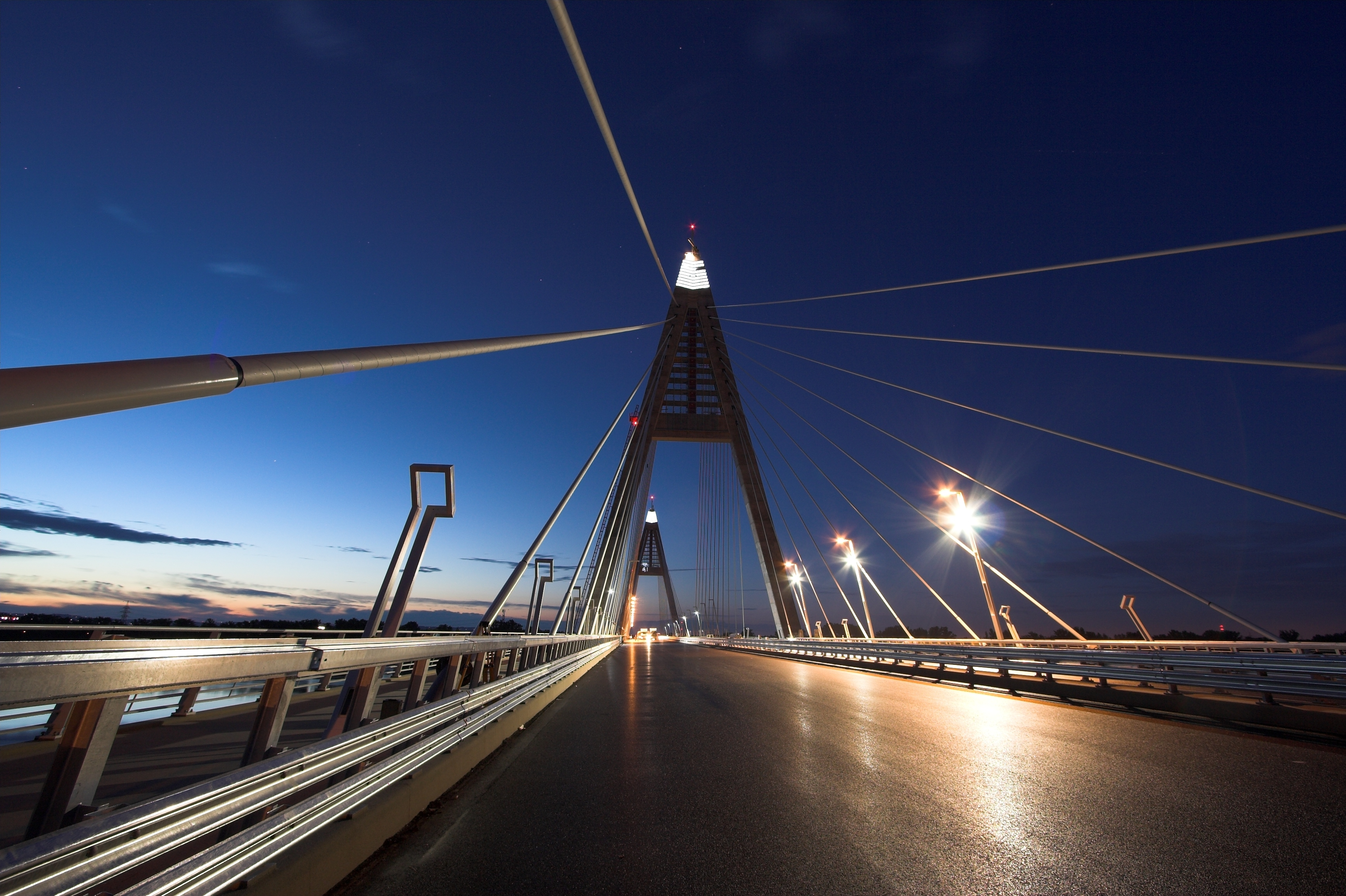
A Megyeri híd pirkadatkor
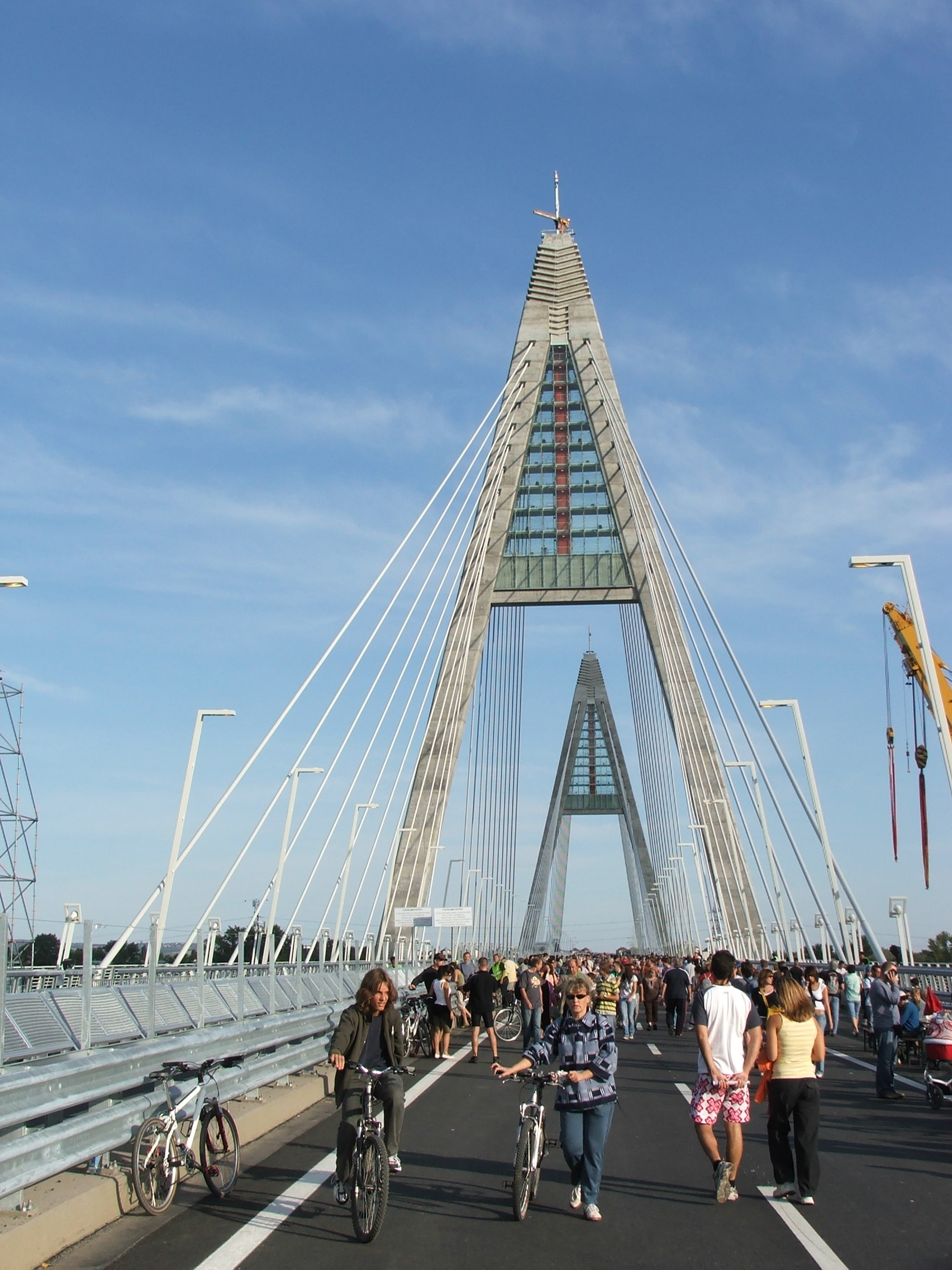
A Megyeri híd a nyílt napon
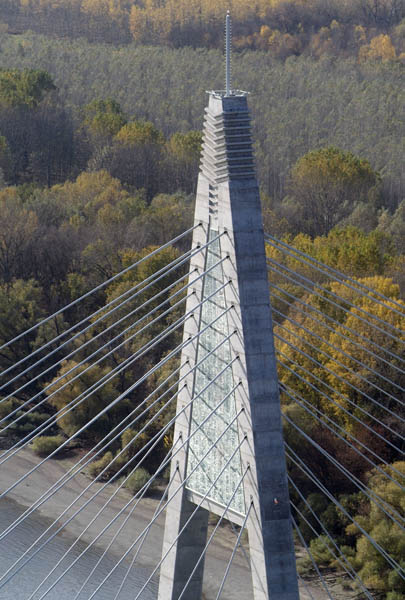
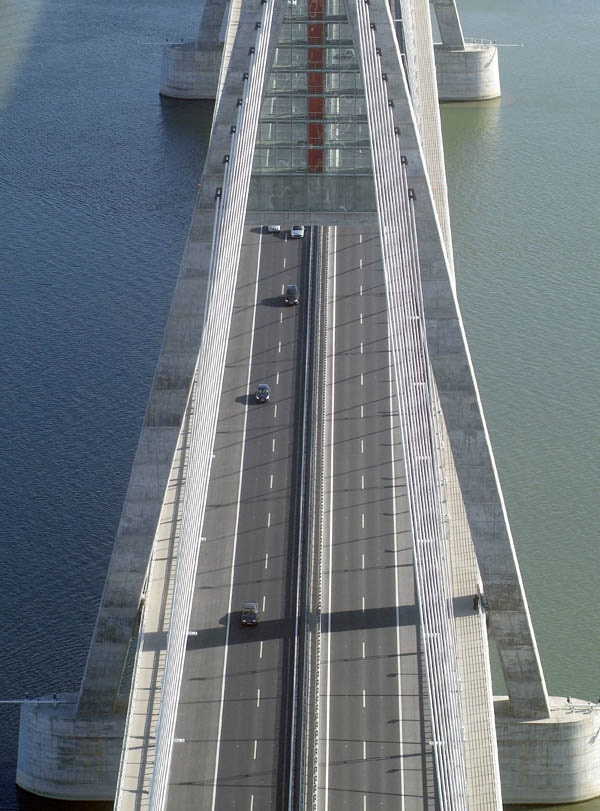
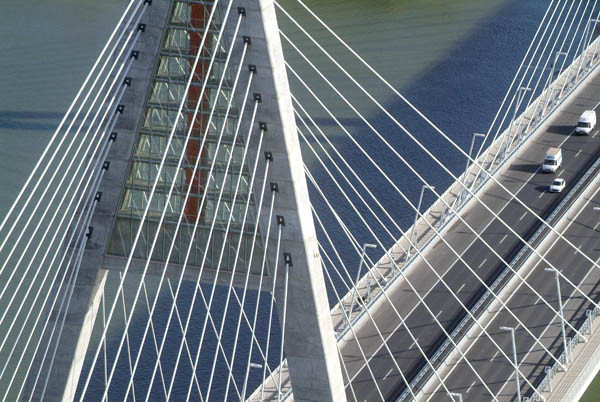
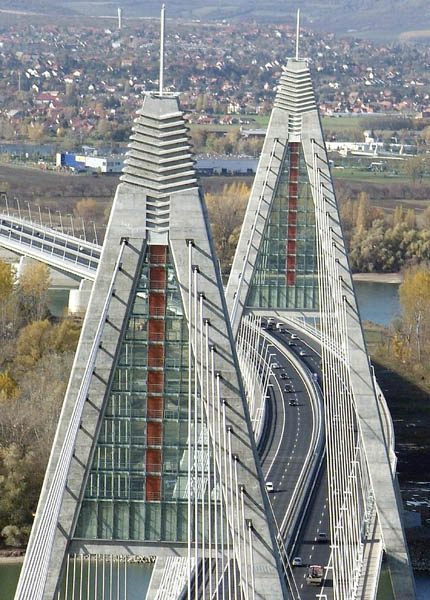
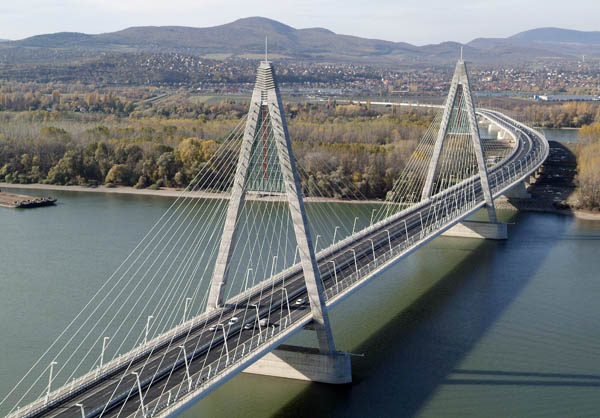
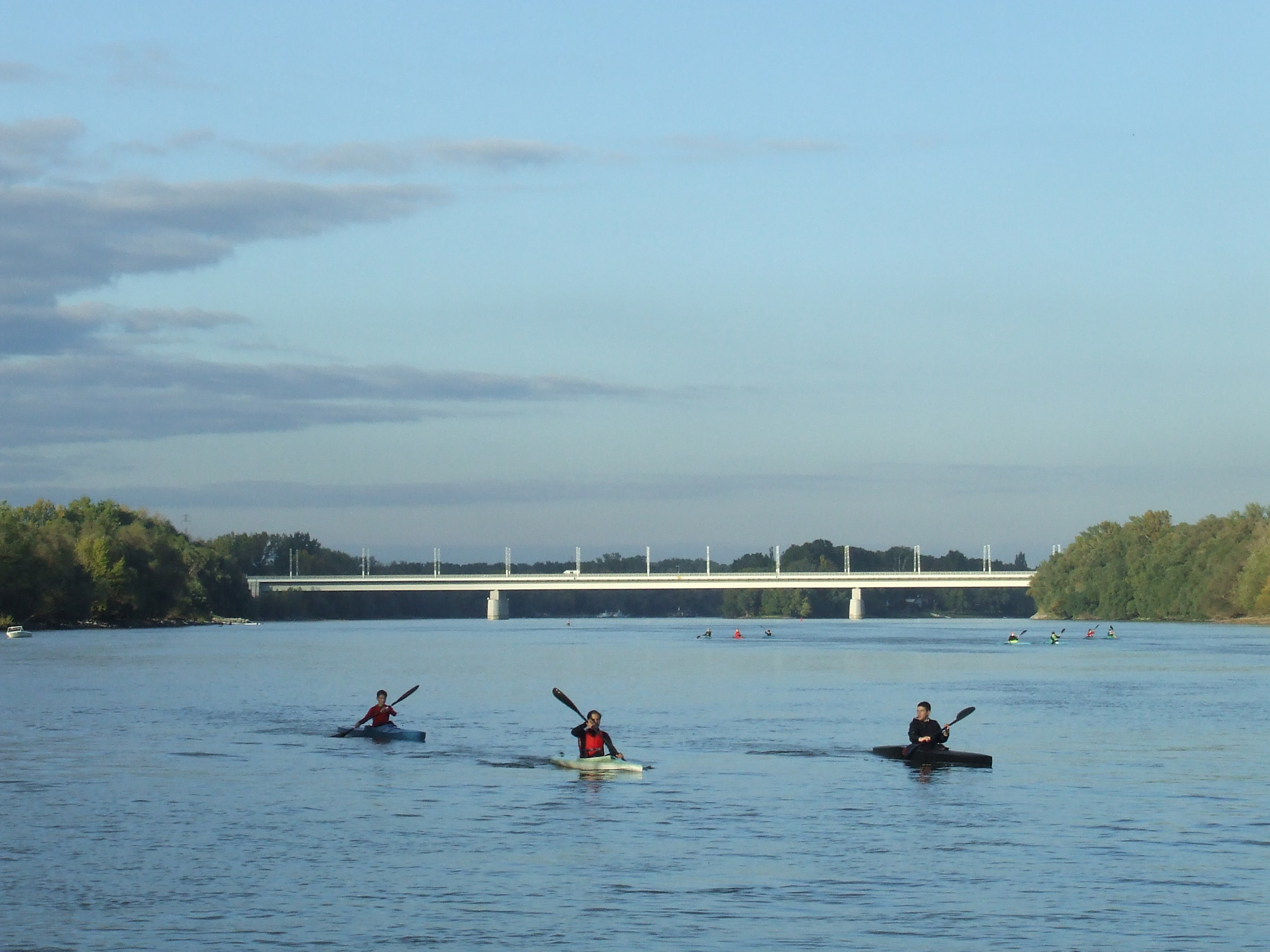

### Külső hivatkozások
- Hivatalos honlap
- Átadták a Megyeri hidat. épülettár.hu, 2008. szeptember 30.[halott link] – átadási ünnepség sok képpel
- Megyeri híd
- A híd 3D modellje a Google Earthön Archiválva 2012. október 19-i dátummal a Wayback Machine-ben
- További képek (Panoramio.com)
- Szépen haladnak az M0-s híd építésével (Index, 2008. február 7.)
- (Mélyépítő Tükörkép Magazin)
- Most már tényleg majdnem kész a Colbert híd (Index, 2008. június 12.)
- A híd 1:100 arányú makettje
- Kossuth- és Széchenyi-díjak átadása 2009. március 15.
- Budapesti Duna-hidak